# Mooncoin
Mooncoin (iriska: Móin Choinn) är en ort i republiken Irland.   Den ligger i grevskapet Kilkenny och provinsen Leinster, i den sydöstra delen av landet, 130 km sydväst om huvudstaden Dublin. Mooncoin ligger 32 meter över havet och antalet invånare är 1 166.